# Arroyo Belén
Arroyo Belén är en ort i Mexiko.   Den ligger i kommunen Palenque och delstaten Chiapas, i den sydöstra delen av landet, 900 km öster om huvudstaden Mexico City. Arroyo Belén ligger 276 meter över havet och antalet invånare är 206.
Terrängen runt Arroyo Belén är kuperad norrut, men söderut är den platt. Runt Arroyo Belén är det glesbefolkat, med 16 invånare per kvadratkilometer. Närmaste större samhälle är Busiljá, 13,4 km söder om Arroyo Belén. I omgivningarna runt Arroyo Belén växer i huvudsak städsegrön lövskog.